# Weddendorf

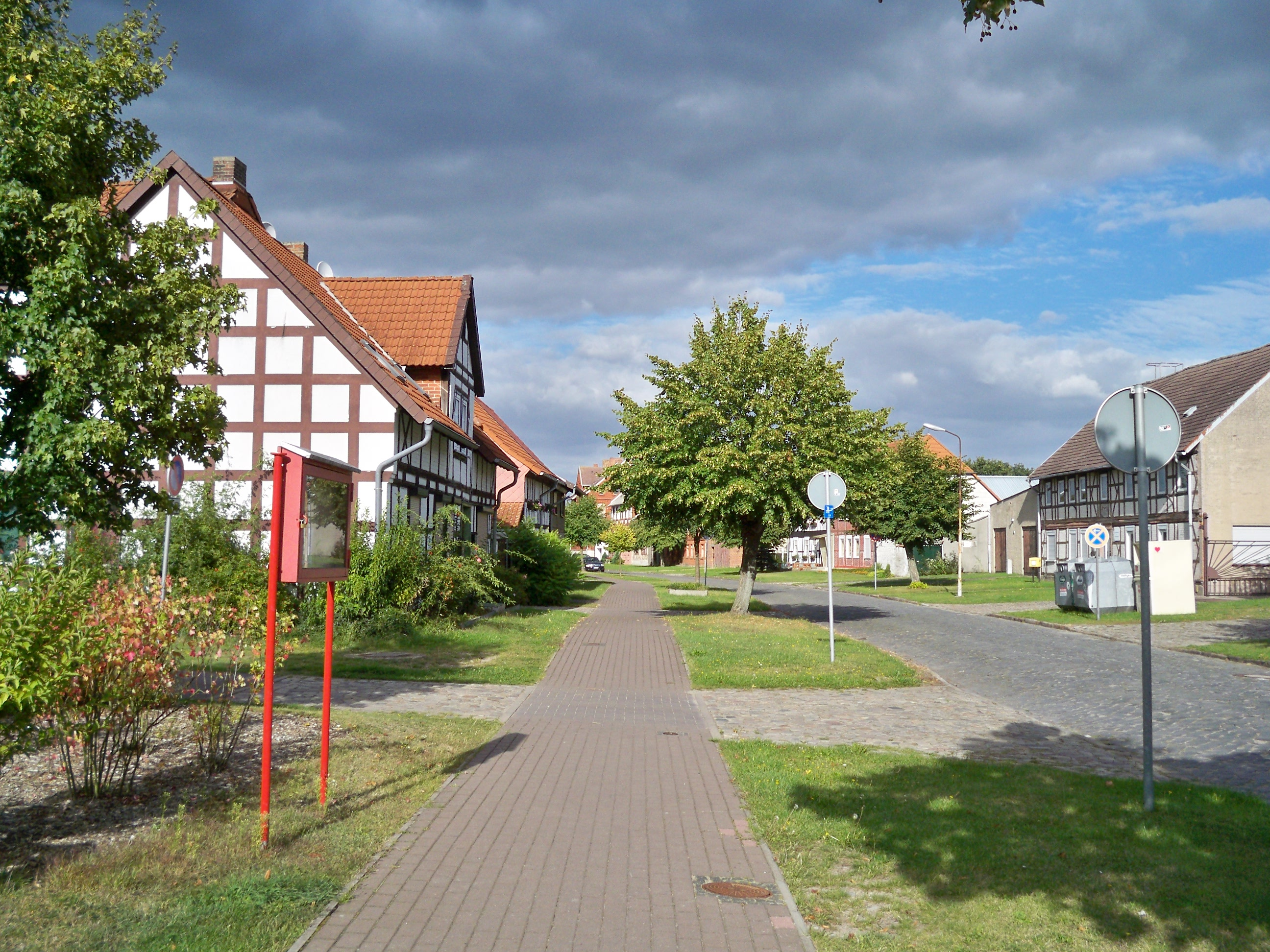
Ortsansicht

Weddendorf ist ein Ortsteil der Stadt Oebisfelde-Weferlingen im Landkreis Börde in Sachsen-Anhalt.

## Geografie
Weddendorf liegt östlich von Oebisfelde. In Ortsnähe liegt ein Angelsee.

## Geschichte
Weddendorf wurde 1994 nach Oebisfelde eingemeindet und verlor damit seine politische Selbstständigkeit.
Von 1994 bis zum 1. Januar 2005 gehörte der Ort zur Verwaltungsgemeinschaft Oebisfelde, danach von 2005 bis zum 31. Dezember 2009 der Verwaltungsgemeinschaft Oebisfelde-Calvörde an.
Am 1. Januar 2010 wurde aufgrund einer Gemeindegebietsreform in Sachsen-Anhalt die Stadt Oebisfelde-Weferlingen gegründet. Weddendorf, als Ortsteil der ehemaligen Stadt Oebisfelde, wurde zum Ortsteil der neuen Stadt Oebisfelde-Weferlingen.

### Einwohnerentwicklung
| Jahr       | Einwohner |
| ---------- | --------- |
| 01.12.1910 | 808       |
| 1933       | 775       |
| 1939       | 771       |

## Wappen
Das Weddendorfer Wappen zeigt ein Pferd.

## Verkehrsanbindung
Weddendorf liegt unweit der Bundesstraße 188 Hannover – Wolfsburg – Oebisfelde – Weddendorf – Stendal – Rathenow.